# 土井暉仁
土井 暉仁（どい あきひと、1997年3月13日 - ）は、ジャパンラグビーリーグワン三重ホンダヒートに2023-24シーズンまで所属していたラグビー選手。

## プロフィール
- 大阪府高槻市出身。
- ポジションはロック(LO)。
- 身長 187 cm、体重 104 kg

## 略歴
2015年、常翔学園高校 卒業後、明治大学に入る。
2019年、明治大学卒業後、Honda Heat(現・三重ホンダヒート)に加入。
2024年5月、三重ホンダヒートを退団。